# Kongo (hudební nástroj)

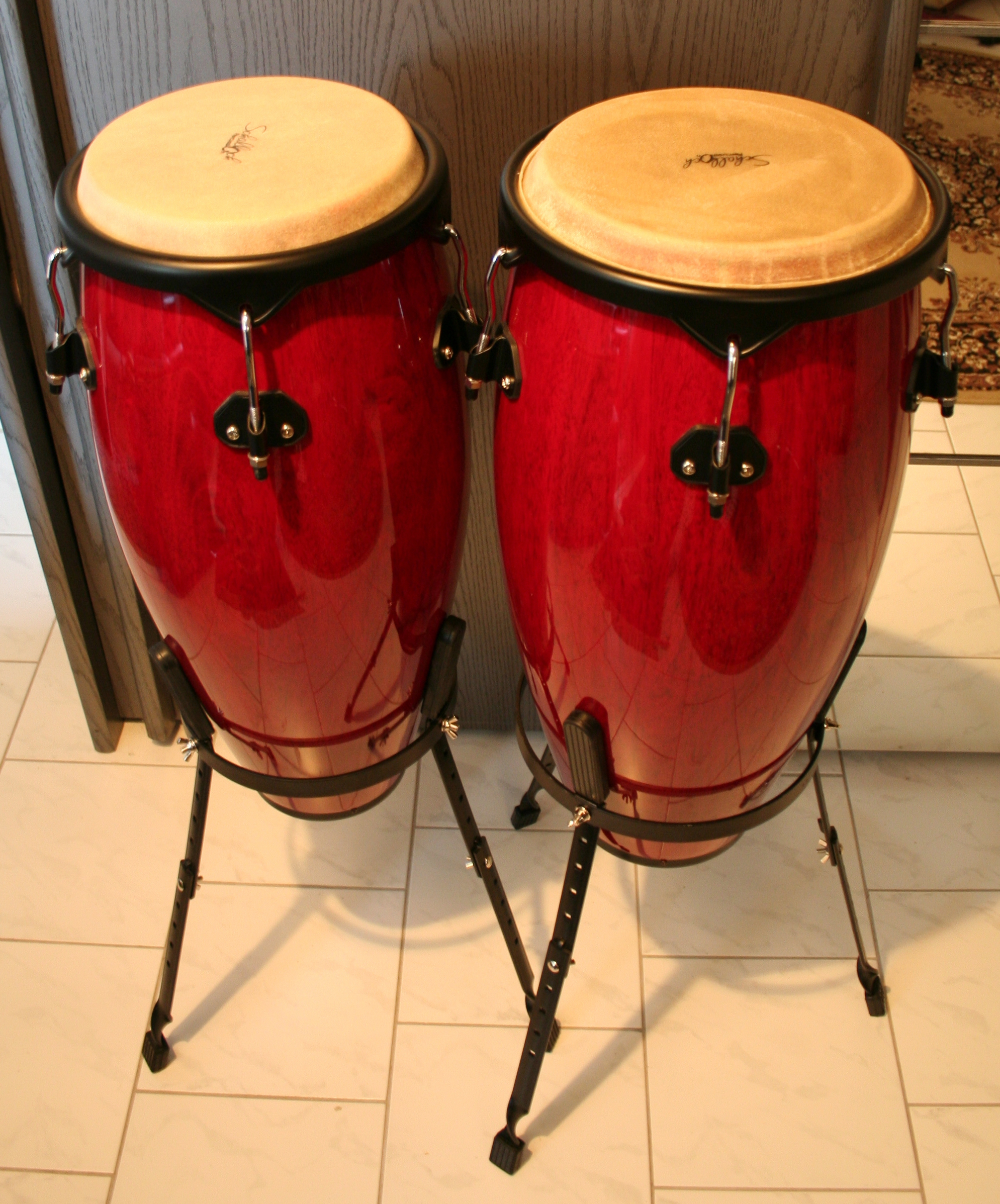
Dvě konga

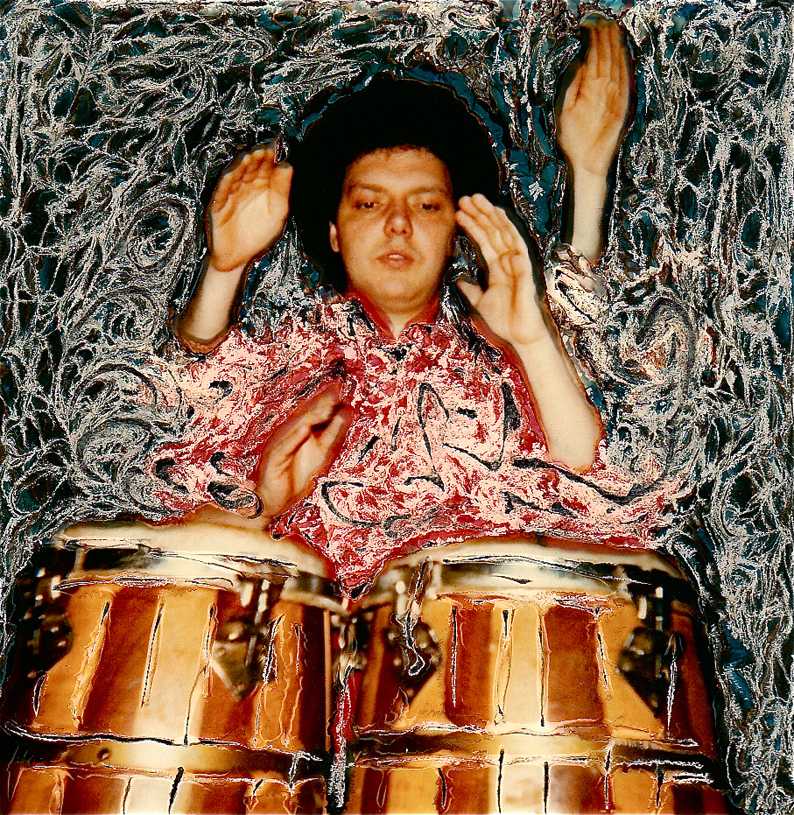
polaroid - Augusto De Luca

Konga jsou vysoké a úzké perkusní bicí nástroje mající tvar sudu. hraje se na ně úderem dlaní. Konga jsou většinou vysoká 75 centimetrů. Tento hudební nástroj pochází z Kuby. Konga jsou také často používána v latinskoamerické hudbě.